# William Walter Watts
Pour les articles homonymes, voir Watts (nom de famille).
Révérend William Walter Watts est un botaniste britannique, né le 5 octobre 1856 et mort en 1920.
Il se spécialise sur les mousses de la Nouvelle-Galles du Sud. Avec Thomas Whitelegge (1850-1927), il fait paraître un inventaire des mousses d’Australie : Census of Australian Mosses (1902-1905). L’herbier qu’ils constituèrent est en grande partie conservé dans l’herbier national de Sydney.